# 小泉歓晃
小泉 歓晃（こいずみ よしあき、1968年〈昭和43年〉4月29日- ）は、日本のゲームクリエイター。任天堂株式会社執行役員企画制作本部副本部長、1-UPスタジオ株式会社取締役、ニンテンドーピクチャーズ株式会社取締役。静岡県三島市出身。
主に『マリオシリーズ』や『ゼルダの伝説シリーズ』でプロデューサーやディレクターを歴任。2009年にはIGNによる史上最高のゲームクリエイター100人の内の一人に選出されている。

## 略歴
1991年に大阪芸術大学芸術学部映像学科卒業後、任天堂に入社。入社後、小泉は一貫して『ゼルダの伝説シリーズ』、『スーパーマリオシリーズ』に携わる。当初はデザイナーとして活動していたが、次第に演出に関わるようになり、ディレクターを経て、現在はプロデューサーとして開発を指揮している。
2003年、清水隆雄とともに東京制作部を設立。以降は東京を制作の拠点として活動している。2013年、1-UPスタジオ株式会社取締役を兼任。任天堂情報開発本部東京制作部第2グループマネージャー（プロデューサー）を経て、2015年9月16日付で新設された同社企画制作本部副本部長に就任。2017年発売のNintendo Switch総合プロデューサーを担当している。2018年6月28日付、執行役員企画制作本部副本部長。2020年6月26日付、上席執行役員企画制作本部副本部長。2022年10月3日付、ニンテンドーピクチャーズ株式会社取締役。
2017年以降のNintendo Directでは岩田聡の後任として、高橋伸也と共に司会を務めている。

## 作品
- ゼルダの伝説シリーズ
  - ゼルダの伝説 神々のトライフォース：アートワーク（小田部羊一と共同）
  - ゼルダの伝説 夢をみる島：スクリプト（田邊賢輔と共同）
  - ゼルダの伝説 時のオカリナ：3Dシステムディレクション、キャラクターデザイン
  - ゼルダの伝説 ムジュラの仮面：ゲームシステムディレクション（青沼英二と共同）
  - ゼルダの伝説 風のタクト：ディレクション補佐
- マリオシリーズ
  - スーパーマリオカート：イラスト（小田部羊一と共同）
  - スーパーマリオ ヨッシーアイランド：CGデザイン
  - スーパーマリオ64：ディレクション補佐（手塚卓志と共同）、3Dアニメーション（滝澤智と共同）
  - スーパーマリオサンシャイン：ディレクション（臼井健太と共同）
  - スーパーマリオギャラクシー：ディレクション、ゲームデザイン
  - スーパーマリオギャラクシー2：プロデュース（手塚卓志と共同）
  - スーパーマリオ 3Dランド：プロデュース
  - スーパーマリオ 3Dワールド：プロデュース
  - スーパーマリオ オデッセイ：プロデュース（林田宏一と共同）
  - スーパーマリオ 3Dワールド + フューリーワールド
- ドンキーコングシリーズ
  - ドンキーコングジャングルビート：ディレクション
  - Wiiであそぶ ドンキーコングジャングルビート：プロデュース（宮本茂と共同）
- うごくメモ帳：プロデュース
  - うごくメモ帳 3D：プロデュース
- ストレッチャーズ：プロデュース